# الغربية (لغة)
الغربية هي لغة دولية مساعدة تم نشرها في عام 1922م. ابتكرها منشئها، إدغار دي وال، لتحقيق أقصى قدر من الانتظام النحوي والشخصية الطبيعية. تعتمد المفردات على كلمات موجودة مسبقًا من لغات مختلفة ونظام اشتقاقي باستخدام بادئات ولواحق معترف بها.
1. ↑   https://github.com/unicode-org/cldr/blob/main/common/main/ie.xml. {{استشهاد ويب}}: |url= بحاجة لعنوان (مساعدة) والوسيط |title= غير موجود أو فارغ (من ويكي بيانات) (مساعدة)